# Anette Sagen
Anette Sagen (Mosjøen, 10 gennaio 1985) è un'ex saltatrice con gli sci norvegese.

## Biografia

### Stagioni 2005-2010
In Coppa Continentale, la massima competizione femminile di salto prima dell'istituzione della Coppa del Mondo nella stagione 2012, esordì il 23 luglio 2004 a Park City, conquistando subito il primo podio (2ª) e ottenne la prima vittoria il 16 gennaio 2005 a Planica. Si aggiudicò il trofeo per cinque stagioni consecutive, dal 2005 al 2009.
Ai Mondiali di Liberec 2009 vinse la medaglia di bronzo con 238,5 punti; meglio di lei la statunitense Lindsey Van con 243,0 e la tedesca Ulrike Gräßler con 239,0.

### Stagioni 2011-2015
Nella rassegna iridata di Oslo 2011 si classificò 22ª.
In Coppa del Mondo esordì nella gara inaugurale del 3 dicembre 2011 sul trampolino Lysgårdsbakken di Lillehammer (8ª), conquistò il primo podio il 14 gennaio 2012 in Val di Fiemme (3ª) e la prima vittoria il 23 novembre successivo, ancora a Lillehammer. Ancora in Val di Fiemme, ai Mondiali del 2013, fu 4ª nella gara a squadre e 7ª in quella individuale.
Vinse nuovamente la Coppa Continentale nel 2015 ed al termine della stagione annunciò il ritiro dalle competizioni.

## Palmarès

### Mondiali
- 1 medaglia:
  - 1 bronzo (trampolino normale a Liberec 2009)

### Coppa del Mondo
- Miglior piazzamento in classifica generale: 5ª nel 2013
- 9 podi (7 individuali, 2 a squadre):
  - 2 vittorie (1 individuale, 1 a squadre)
  - 1 secondo posto (individuale)
  - 6 terzi posti (5 individuali, 1 a squadre)

#### Coppa del Mondo - vittorie
| Data             | Località    | Nazione  | Trampolino                                                         |
| ---------------- | ----------- | -------- | ------------------------------------------------------------------ |
| 23 novembre 2012 | Lillehammer | Norvegia | Lysgårdsbakken HS100 (con Maren Lundby, Tom Hilde e Anders Bardal) |
| 6 gennaio 2013   | Schonach    | Germania | Langenwaldschanze HS106                                            |

### Coppa Continentale
- Vincitrice della Coppa Continentale nel 2005, nel 2006, nel 2007, nel 2008, nel 2009 e nel 2015
- 90 podi:
  - 46 vittorie
  - 25 secondi posti
  - 19 terzi posti